# Keb' Mo'
Kevin Roosevelt Moore (født 3. oktober 1951), kendt som Keb' Mo', er en amerikansk bluesmusiker og fem gange Grammy Award-vinder. Han er sanger, guitarist og sangskriver og bor i Nashville, Tennessee. Han er blevet beskrevet som "en levende forbindelse til den grundlæggende Delta blues, der rejste op ad Mississippi-floden og over hele USA". [kilde mangler] Hans postmoderne bluesstil er påvirket af mange epoker og genrer, herunder folk, rock, jazz, pop og country. Navnet "Keb Mo" blev opfundet af hans oprindelige trommeslager, Quentin Dennard, og optaget af hans pladeselskab som en "street talk"-forkortelse af hans fornavn.
Keb' Mo's forældre, som var fra Louisiana og Texas, indgød ham tidligt en stor forståelse for blues og gospelmusik. I ungdomsårene var han en dygtig guitarist.

## Karriere
Keb' Mo' startede sin musikalske karriere med at spille på steel drums i et calypso-band. Han fortsatte med at spille i en række blues- og backup-bands i løbet af 1970'erne og 1980'erne. Han begyndte først at indspille i begyndelsen af 1970'erne i en R&B-gruppe med Jefferson Airplanes violinist Papa John Creach. Creach hyrede ham, da Moore var 21 år gammel, og Moore optrådte på fire af Creach's albums: Filthy!, Playing My Fiddle for You, I'm the Fiddle Man og Rock Father. Keb' Mo's første guldplade fik han for en sang, "Git Fiddler", som han skrev sammen med Creach på Jefferson Starships Red Octopus'. Red Octopus blev nummer et på Billboard 200 i 1975. Derefter fortsatte han i en lang række musikalske sammenhænge, både med egne album og sammen med andre.

## Politisk aktivisme
I 2004 deltog han i den politisk motiverede Vote for Change-turné sammen med Bonnie Raitt og Jackson Browne, med hvem han oprindeligt indspillede titelnummeret fra albummet Just Like You.
Keb' Mo er en del af No Nukes-gruppen, som var imod udvidelsen af atomkraft. I 2007 indspillede gruppen en musikvideo med en ny version af Buffalo Springfieldsangen "For What It's Worth".